# Tekst autentyczny
Tekst autentyczny (tekst autorski) – pojęcie z zakresu tekstologii, taki tekst, w którego redakcji miał udział jego autor. 
Za teksty autentyczne uznaje się:
- autograf
- druk dokonany pod kontrolą autora
- editio ultima
- dokonaną pod kontrolą autora kopię autografu

Za nieautentyczne uznaje się teksty zawarte w przekazach dokonanych bez kontroli autora, tj. druki i odpisy wydane po jego śmierci i bez jego wiedzy.
W wielu sytuacjach, w szczególności w odniesieniu do literatury dawnej, ustalenie tekstu autentycznego nie jest możliwe. Zbliżający się możliwie do tekstu autentycznego tekst otrzymany na drodze krytyki tekstu nazywamy tekstem krytycznym.